# Colesville (New York)
Colesville è una città nella Contea di Broome, Stati Uniti. La popolazione è di 5.441 persone al censimento del 2000. La città di Colesville si trova nella parte nord-est della Contea e a nord-est di Binghamton.

## Storia
I primi insediamenti risalgono al 1785. La città fu fondata ufficialmente nel 1821 da una parte della città di Windsor. Robert Harpur, uno dei fondatori, dà il nome alla comunità di Harpursville. Si crede che sia il responsabile di molti nomi classici assegnati alle comunità in Central New York.

## Geografia fisica
Secondo lo United States Census Bureau, la città ha un'area totale di 205.2 km² di cui 203.4 km² di terra e 1.8 km² (0.87%) di acqua.
A nord la città confina con la Contea di Chenango. Il fiume Susquehanna scorre a sud.
La Interstate 88 attraversa la città. Altre vie di comunicazione importanti sono la New York State Route 7 e la New York State Route 79.

## Società

### Evoluzione demografica
Secondo il censimento del 2000, in città abitano 5.441 persone, ci sono 1.944 case e 1.458 famiglie. La densità della popolazione è di 26.8/km². Ci sono 2.189 unità abitative con una densità media di 10.8/km². 
La distribuzione razziale della popolazione è la seguente: il 97.85% di bianchi, lo 0.29% di afro-americani, lo 0.31% di nativi americani, lo 0.35% di asiatici, lo 0.06% di abitanti delle isole del pacifico, lo 0.02% da altre razze e l'1.12% di razza mista. Gli ispanici sono lo 0.74% della popolazione.
Le tipologie di famiglie che popolano il luogo sono così distribuite: il 58.4% sono coppie sposate, il 10.8% hanno un capofamiglia donna, il 25% sono non-famiglie. Il 19.2% di tutte le case sono famiglie composte da un solo individuo e nel 6.8% dei casi si tratta di persone con più di 65 anni. La media delle famiglie è di 2.79 persone.
L'età della popolazione è così distribuita: il 29.4% ha meno di 18 anni, il 6.5% ha dai 18 ai 24 anni, il 28.7% dai 25 ai 44, il 23.9% dai 44 ai 64 e l'11.4% ha più di 65 anni. L'età media della popolazione è 37 anni. Per ogni 100 donne ci sono 100 uomini. Per ogni 100 donne con meno di 18 anni ci sono 98.6 uomini.
Per quanto riguarda il reddito, in una famiglia il reddito medio è di $38.444. Gli uomini hanno una media di $31.462, mentre per le donne è di $22.917. Il reddito pro capite della città è di $15.816. Il 6.7% delle famiglie sono sotto la soglia di povertà, tra cui un 11.8% ha al suo interno bambini con meno di 18 anni e il 9.5% sono persone con più di 65 anni.

## Comunità e luoghi di interesse
- Belden – Un borgo a nord-ovest di Harpursville sulla NY Route 7.
- Center Village - Un borgo a sud di Harpursville sulla NY Route 79.
- Doraville – Un borgo nella parte est della città.
- Harpursville – La principale comunità della città, che si trova sulla NY-79. La Chiesa metodista di Harpursville è segnata nel National Register of Historic Places nel 2006.
- New Ohio – Un borgo nella parte nord-est della città.
- Nineveh – Un borgo a nord-est di Harpursville e a nord della città.
- North Colesville – Un borgo nella parte nord-est della città sulla NY-79.
- Ouaquaga – Un borgo nella parte sud della città.
- Sanitaria Springs – Un borgo a est, a nord-est di West Colesville sulla Route 217. È nota come "Osborne Hollow."
- Tunnel – Un luogo a sud di New Ohio.
- West Colesville – Un borgo a sud della città.